# Manuel Rigoberto Paredes Iturri
Manuel Rigoberto Paredes Iturri (Puerto Carabuco, provincia de Camacho, 17 de abril de 1870 – La Paz, 17 de mayo de 1951) fue un folclorista, etnógrafo, historiador, ensaísta y político boliviano.
Nacido en Carabuco, una pequeña ciudad de la provincia de Camacho, en el Departamento de La Paz, Rigoberto Paredes era hijo del abogado  Manuel Silvestre Paredes y nieto de Apolinar Paredes Siñani, el cual fue reconocido por la Audiencia de Charcas  como un importante jefe indígena (mallku) de Carabuco. Su madre, Ubaldina Iturri de Miranda, era hija de Pedro José Iturri, médico y escritor, y de Gregoria  de Miranda.Se casó  dos veces: la primera, con Trifonia Bernal, con quien no tuvo hijos; la segunda, en 1914, con Haydeé Candia Torrico, con quien generó numerosa descendencia, entre ella Hernan Paredes Candia, Antonio Paredes Candia, Elsa Paredes Candia, Orestes Paredes Candia, Mercedes Paredes Candia y Rigoberto Paredes Candia.
Su apariencia física era la de un criollo, con acentuados trazos aymaras. Según su biógrafo, el sociólogo y escritor boliviano José Antonio Arze, Paredes siempre tuvo orgullo de sus ascendencia indígena. 
Formado en Derecho (1894) por la UMSA, fue diputado en varias legislaturas, habiendo sido presidente  de la Cámara de su país, entre 1921 y 1922. Fue también miembro de la Corte Suprema de Justicia (1936-1941) y Ministro de Fomento y Comunicaciones (1929-1930) de Bolivia.
Miembro de la Sociedad Geográfica de La Paz  y de la Academia Boliviana de Historia, Paredes fue uno de los ensaístas sociológicos más importantes de su generación y uno  de los precursores del estudio del folclore andino y particularmente de los estudios del folclore en Bolivia.
Su libro Mitos, supersticiones y supervivencias populares de Bolivia, de 1920, es la mayor recompilação de manifestaciones indígenas relacionadas con bailas, música, poesía popular y costumbres  de su tiempo, recogidas por el autor "para que no sean olvidadas [...] sobre todo para que la nueva manera de ser de las actuales sociedades, que aman el exótico y detestan, o por lo menos rechazan el vernacular, no contribuya para su desaparición". 
Rigoberto Paredes murió en la ciudad de La Paz, en 1950 (o 1951), a consecuencia de una uremia.

## Obras

### Publicadas
- 1898 - Datos para la historia del arte tipográfico en la Paz. La Paz, Litografía Americana.
- 1898 - Monografía de la Provincia de Muñecas. In Boletín de la Sociedad Geográfica de La Paz", n° 1 y n° 2. La Paz, Imp. y Litografía Boliviana.
- 1899 - La elección de convencional en la Provincia de Muñecas (Fraudes de la Mesa Escrutadora de Mocomoco). La Paz, Imp. y Litografía Boliviana de R. Richter.
- 1906 - Provincia de Inquisivi. Estudios geográficos, estadísticos y sociales. La Paz, Tall. Tip.-Lit. de J. M. Gamarra, 238 p.
- 1908 - Política Parlamentaria (lª ed. 1908; 2ª 1909; 3ª, 1911).
- 1909 - Relaciones Históricas. Juan Cordero, la primera víctima de la revolución del 16 de julio de 1809. La Paz, Imp. "El Tiempo".
- 1909 - Relaciones Históricas. El General don José Ballivián antes de Ingavi. Oruro. Imp. 61 p.
- 1910 - Descripción de la Provincia de Sicasica. In Boletín de la Taller Nacional de Estadística. La Paz, n° 61, n°62 y n° 63.
- 1911 - Descripción de la Provincia del Cercado. (En "Boletín de la Taller Nacional

de Estadística". Nos. 58, 59, 60, 61, 62 y 63).
- 1912 - Relaciones históricas: Matanzas del 28 de septiembre de 1814. La conspiración del Coronel Castro y la expedición de don Juan Ramírez a La Paz , en 1814. Las represalias de Ricafort. La republiqueta de Larecaja. Imp. "Eden", Oruro.
- 1913 - El arte en la Altiplanicie. La Paz, Gamarra, 72 p.
- 1914 - La Altiplanicie. Descripción de la Provincia Omasuyus. La Paz, Ismael Argote, 74 p.
- 1916 - El Kollasuyo. Estudios históricos y tradicionales. La Paz, Ismael Argote.
- 1917 - Relaciones históricas: Régimen colonial en el Distrito de la Audiencia de los Charcas. La Paz, Ismael Argote, 236 p.
- 1920 - Mitos, supersticiones y supervivencias populares de Bolivia. La Paz, Imp. Artística. Arnó Hnos. Libreros Editores.  2ª ed.: La Paz, 1936, Atenea.
- 1923 - "Carta política confidencial dirigida por don M. Rigoberto Paredes a don Bautista Saavedra". Antofagasta, Imp. Skarnic, 11 p.
- 1924 - El Gobierno de don Bautista Saavedr8. Anotaciones históricas. Santiago de Chile, Imp. Universitaria, 126 p.
- 1931 - Descripción de la Provincia de Pacajes. In Boletín de la Sociedad Geográfica de

La Paz, n° 59 y n° 60.
- "Lo pasional en la historia de Bolivia: Ballivián y Belzu"; p. 76-91. Kollasuyo - Revista de Estudios Bolivianos, n° 40. Año V. Mayo de 1942.
- El General Mariano Melgarejo y su tiempo. Fragmentariamente publicada en la revista Kollasuyo, números 58 (enero - febrero, 1945), 59 (marzo-abril, 1945), 61 (julio-agosto, 1945) y 62 (septiembre-diciembre, 1945).  Melgarejo y su tiempo y otros estudios históricos (ed. póstuma, 1962)
- 1949 - El Arte Folklórico de Bolivia (edición póstuma, a cargo de su hijo, Hernán Paredes Candia.

2ª edición de El Arte en la Altiplanicie, 1913). La Paz, Gamarra, 156 p.
- 1955
  - La Paz y la Provincia El Cercado (edición póstuma, a cargo de su hijo, Antonio Paredes Candia;  2ª edición de Descripción de la Provincia del Cercado, de 1911). La Paz, Editorial Centenario.
  - Don José Rosendo Gutiérrez
- El  Altiplano (Estudio de la geografía, la flora y la fauna, y de la psico-sociología del hombre del altiplano).
- La fundación de Bolivia y otros estudios históricos (1964)
- 1965
  - Tiahuanaco y la Provincia de Ingavi [1914]
  - La Altiplanicie - Anotaciones etnográficas, geográficas y sociales de la comunidad aymara (edición póstuma)
- La altiplanicie - Estudio de la geografía, la fIora y la fauna y la psico-sociología del hombre del Altiplano (edición póstuma)
- Trajes y armas indígenas
- Los Siñani - Tradiciones y Crónicas del pueblo de Carabuco (edición póstuma, 1968)

### Inéditas
- Gramática y Vocabulario Aymara.
- Diccionario aymara - castellano - francés (con Belisario Díaz Romero).
- Biografía de Tupaj -Katarí
- Biografía de Manuel de la Cruz Méndez
- Biografía de Germán Busch

- Datos: Q10324467
- Textos: Autor:Manuel Rigoberto Paredes